# Palm Beach Gardens
Palm Beach Gardens – miasto w Stanach Zjednoczonych, w stanie Floryda, w hrabstwie Palm Beach. Liczy 61,1 tys. mieszkańców. Jest jednym z najdalej wysuniętych na północ przedmieść obszaru metropolitalnego Miami (120 km do centrum Miami).
Jest domem dla Christ Fellowship Church – szóstego co do wielkości megakościoła w Stanach Zjednoczonych, z cotygodniową frekwencją 32,5 tys. osób. 

## Demografia
Według danych pięcioletnich z 2022 roku, 82,9% mieszkańców Palm Beach Gardens stanowiła ludność biała (79,2% nie licząc Latynosów), 6,2% było rasy mieszanej, 4,6% to czarnoskórzy Amerykanie lub Afroamerykanie, 4,3% to Azjaci, 0,39% pochodziło z wysp Pacyfiku i 0,03% to rdzenna ludność Ameryki. Latynosi stanowią 8,8% ludności miasta. 13,6% mieszkańców urodziło się poza granicami Stanów Zjednoczonych.